# Greeeen
GReeeeN (estilizado como GReeeeN) é um grupo japonês formado por quatro integrantes de Koriyama, da prefeitura de Fukushima. Seus integrantes são Hide, Navi, 92 (pronucia-se Kuni) e Soh (pronuncia-se Sôo). Eles foram lançados pela Universal Music em Janeiro de 2007. O logo da banda é um sorriso em que as letras do nome do grupo representam os dentes, uma referência à profissão dos membros como dentistas. Os quatro e's no nome indicam o número de membros. O produtor da banda é o irmão mais velho de Hide, Jin.
Uma característica do grupo é o fato de seus membros nunca terem mostrado seus rostos em público, seja em videoclipes, CDs, televisão ou na internet. Em sua única apresentação na TV-U Fukushima em Janeiro de 2007, o GReeeeN apareceu com as faces dos integrantes censuradas. Os membros do GReeeeN alegam que desejam manter suas vidas profissionais como dentistas compatíveis com suas vidas artísticas.
Todos os integrantes do conjunto estudaram odontologia na Universidade de Ohu, na prefeitura de Fukushima.

## História
Antes da sua grande estreia em 2007, o GReeeeN chegou a lançar alguns singles independentes. Eles lançaram vários singles e o terceiro deles, Ai Uta, ficou na oitava posição no ranking semanal do Oricon e em 2° no ranking diário, sendo um dos primeiros sucessos da banda. O álbum de estreia da banda, A, Domo. Hajimemashite.(あっ、ども。はじめまして。) , foi lançado em 28 de Junho de 2007.

## Trajetória
2002
- Hide e Navi e o irmão mais velho do Hide, Jin, com o apoio da banda Pay Money To my Pain (fundada pelo Jin) formam o GReeeN (Nessa época eram apenas 3 "e" no logo)

2004
- 92 e SOH se tornam membros e a banda muda de nome para GReeeeN.

2006
- Fevereiro: Com produção independente gravam o mini álbum intitulado "greeeen" e colocam a venda na loja de CD (LIPS) localizada na frente da estação de trem de Kooriyama. Foram colocadas apenas 50 unidades a venda.

- Março: Após a fita de demonstração ser analisada a banda foi contratada pela gravadora EDWARD Ltda de Sendai.

A banda passou a ter o selo da Universal Music que faz parte da gravadora Nayutawave records.
2007
- 24/01: Lançamento do 1° single oficial "Michi"

- 16/05: Lançamento do 3° single "Ai uta". O videoclipe teve a supervisão de Terry Itou pela primeira vez, e teve grande popularidade.

- 27/06: Lançamento do 1° álbum "Ah domo, hajimemashite". Entrou em 2° lugar no ranking oricon. O single Ai uta e o álbum ficaram simultaneamente no top 10 do oricon por duas semanas.

- 18/12: É anunciado o ranking anual do oricon, em que o single "Aiuta" ocupa a 24ª posição e o álbum "Ah, domo, hajimemashite" ocupa a 17ª posição.

2008
- 16/01: Lançamento do 5° single "BE FREE/Namidazora" tendo BE FREE como tema do filme "Negative happy chain saw edge". É a primeira vez que a banda tem a sua música inclusa numa trilha sonora de filme.

- 28/05: Lançamento do 7° single "Kiseki". Sendo a música tema da novela ROOKIES. Ficou seis semanas seguidas em 1° lugar no top semanal do Chakuuta ranking e entrou em 1° lugar no ranking semanal da oricon sendo anunciado no Music station.

- 25/06: Lançamento do 2° álbum "Ah, domo, ohisashiburi". Primeiro CD da banda a vender mais de 1 milhão de cópias.

- 01/10: Lançamento do single "Ashiato". O irmão do Hide, Jin, une o GReeeeN e a banda BACK-ON para formarem em colaboração a banda BAreeeeeeeeeeN (4 membos do GReeeeN + 5 membros do BACK-ON + o Jin = 10 "e").

- 03/12: Lançamento do 8° single "Tobira". A primeira edição do single veio com uma faixa extra, a música de natal "Fuyu no aru hi no uta" que também teve uma capa diferente.

- GReeeeN termina o ano de 2008 com o resultado do sucesso do single "Kiseki" que teve a 4° posição do ranking de single anual do oricon e a 1° posição no ranking oricon de música mais cantada em Karaokes do Japão.

2009
- 28/01: Lançamento do 9° single "Ayumi". A música Ayumi foi tema da campanha da U-can e a versão limitada acompanha um lápis para incentivar os vestibulandos nas provas das universidades.

- 11/03: Lançamento do 10° single "Setsuna" tema da novela Voice da Fuji TV.

- 12/30: Hide e 92 fizeram uma aparição por voz na premiação do Japan Record Award, sendo a primeira vez que as suas vozes são reveladas via mídia televisiva.

2010
- Abril: Foi lançado um jogo para Nintendo DS em cola boração com a HUDSON, chamado "HUDSON×GReeeeN Live!?DeeeeS!?".

- Setembro: Hide anuncia o seu casamento.

2011
- Maio: Início do "Green boys Project", um projeto de caridade para auxiliar a recuperação após a tragédia de Fukushima.

2012
- Junho: Ocorru o primeiro festival de agradecimento aos fãs.

2013
- Fevereiro: Foi divulgado que Hide e navi se mudariam para Hokkaido e 92 para Okinawa.

- Setembro: Foi oficialmente aberto o fã clube via computador "GReeeeN Land".

2014
- Fevereiro: Anunciado que cantariam a música da abertura japonesa do desenho animado "As Tartarugas Ninja".

2015
- Março: Estreia do grupo whiteeeen, grupo irmã de GReeeeN, com o single "Ai uta ~since 2007~".

2016
- Janeiro: Foi lançado o filme "Kiseki: Ano hi no Sobito". Um filme baseado na história de formação do grupo. O elenco que interpretou cada membro da banda no filme lançou o single "GReeeeN boys", sob o nome de GReeeeN boys (assim como o título do single), em que incluía a própria versão de "Koe", "Michi" e "Kiseki".

## Premiações
22° Edição do Japan Gold Disc Award – 2007
- Aiuta: Música do ano no chakuuta rankig e chakuuta full.
- GReeeeN: Novo artista do ano.

23° Edição do Japan Gold Disc Award – 2008
- Kiseki: Os 10 melhores Singles, Música do ano no chakuuta rankig.
- A, domo. ohisashiburidesu.: Os 10 melhores Álbuns.

Recorde no Guiness - 2008
- "Best selling download single in Japan"

51° Edição do Japan Record Award – 2009
- Shio, Koshou: Melhor álbum

24° Edição do Japan Gold Disc Award – 2009
- Haruka: Música do ano, As 5 melhores músicas
- Shio, Koshou: Os 5 melhor álbuns
- Imamade no A men, B men desuto!?: Os 5 melhor álbuns

## Discografia

### Álbuns
| Ano  | Informação | Melhor posição Oricon | Vendas Oricon | certificações RIAJ (limiares de vendas) |
| ---- | --- | --------------------- | ------------- | --------------------------------------- |
| 2007 | Ā, Domo. Hajimemashite - Lançamento: 28 de junho de 2007 - Formato: CD | 2                     | 578.000       | Platinum                                |
| 2008 | Ā, Domo. Ohisashiburi Desu. - Lançamento: 25 de junho de 2008 - Formato: CD, CD+DVD, CD (limited edition)                                                                                                 | 1                     | 902.000       | 2× Platinum                             |
| 2009 | Shio, Koshō - Lançamento: 10 de junho de 2009 - Formato: CD, CD+DVD | 1                     | 1.006.000     | Million                                 |
| 2012 | Utautai ga Uta Utai ni Kite Uta Utae to Iu ga Utautai ga Uta Utau dake Utaikire ba Uta Utau keredomo Utautai dake Uta Utaikirenai kara Uta Utawanu!? - Lançamento: 27 de junho 2012 - Formato: CD, CD+DVD | 2                     | 191,370       | Platinum                                |
| 2013 | Iine!(´・ω・｀)☆ - Lançamento: 19 de junho, 2013 - Formato: CD, CD+DVD | 3                     | —             | —                                       |
| 2014 | Imakara Oyayubi ga Kieru Tejina Shimasu. - Lançamento: 6 de agosto, 2014 - Formato: CD, CD+DVD | 2                     | —             | Gold                                    |
| 2016 | En - Lançamento: 14 de setembro, 2016 - Format: CD, CD+DVD | 4                     | —             | —                                       |
| 2018 | Ure D - Lançamento: 11 de abril, 2018 - Format: CD, CD+DVD | 3                     | —             | —                                       |

### Coletâneas
| Ano  | Informação | Melhor posição no ranking semnal da Oricon | Vendas Oricon | RIAJ certificações (limiares de vendas) |
| ---- | --- | ------------------------------------------ | ------------- | --------------------------------------- |
| 2009 | Ima Made no A Men, B Men Dest!? - Lançamento: 25 de novembro de 2009 - Formato: 2CDs edição regular, 2 CDs edição limitada            | 1                                          | 550.000       | 3× Platinum                             |
| 2010 | AB Dest!? Tour!? 2010 Supported by Hudson x Greeeen Live!? Deeees!? - Álbum ao vivo. - Lançamento: 26 de maio de 2010 - Formato: 3CDs | 10                                         | 22.000        | —                                       |
| 2015 | C, D Dest!? - Lanaçamento: 24 de julho de 2009 - Formato: 4 edições CD                                                                | 2                                          | —             | —                                       |
| 2017 | ALL SINGLeeeeS 〜& New Beginning〜 - Lanaçamento: 24 de janeiro de 2017 - Formato: 2CD+2DVD                                           | 1                                          | —             | Gold                                    |

### Singles
| Lançamento | Título                                                                      | Notas                                                                    | Posições                     | Posições                 | Posições             | Vendas Oricon | Álbum |
| Lançamento | Título                                                                      | Notas                                                                    | Paradas de singles da Oricon | Billboard Japan Hot 100† | RIAJ faixas digitais | Vendas Oricon | Álbum |
| --- | --------------------------------------------------------------------------- | ------------------------------------------------------------------------ | ---------------------------- | ------------------------ | -------------------- | ------------- | --- |
| 2007 | "Michi" (道)                                                                |                                                                          | 39                           | —                        | 27*                  | 28.000        | Ā, Domo. Hajimemashite |
| 2007 | "High G.K Low (Hajikero)" (HIGH G.K LOW ～ハジケロ～)                       |                                                                          | 97                           | —                        | —                    | 2.000         | Ā, Domo. Hajimemashite |
| 2007 | "Ai Uta" (愛唄)                                                             | RIAJ #1 por duas semanas.                                                | 2                            | —                        | 1*                   | 257.000       | Ā, Domo. Hajimemashite |
| 2007 | "Hito" (人)                                                                 |                                                                          | 2                            | —                        | 6*                   | 40.000        | Ā, Domo. Ohisashiburi Desu. |
| 2008 | "Be Free/Namidazora" (BE FREE/涙空)                                         |                                                                          | 6                            | 1 —                      | 5* 8*                | 47.000        | Ā, Domo. Ohisashiburi Desu. |
| 2008 | "Tabidachi" (旅立ち)                                                        |                                                                          | 10                           | 23                       | 11*                  | 47.000        | Ā, Domo. Ohisashiburi Desu. |
| 2008 | "Kiseki"                                                                    | Oricon/Billboard #1 por duas semanas, RIAJ #1 por três semanas.          | 1                            | 1                        | 1*                   | 558.000       | Ā, Domo. Ohisashiburi Desu. |
| 2008 | "Tobira" (扉)                                                               |                                                                          | 2                            | 3                        | 3*                   | 87.000        | Shio, Koshō |
| 2009 | "Ayumi" (歩み)                                                              |                                                                          | 2                            | 2                        | 1*                   | 124.000       | Shio, Koshō |
| 2009 | "Setsuna" (刹那)                                                            |                                                                          | 4                            | 4                        | 1*                   | 97.000        | Shio, Koshō |
| 2009 | "Haruka" (遥か)                                                             | RIAJ #1 por quatro semanas.                                              | 2                            | 1                        | 1                    | 145.000       | Shio, Koshō |
| 2011 | "Hana Uta" (花唄)                                                           |                                                                          | 7                            | 5                        | 7                    | 22,000        | Utautai ga Uta Utai ni Kite Uta Utae to Iu ga Utautai ga Uta Utau dake Utaikire ba Uta Utau keredomo Utautai dake Uta Utaikirenai kara Uta Utawanu!? |
| 2011 | "So La Si Do" (ソラシド)                                                    |                                                                          | 10                           | 13                       | 6                    | 19.000        | Utautai ga Uta Utai ni Kite Uta Utae to Iu ga Utautai ga Uta Utau dake Utaikire ba Uta Utau keredomo Utautai dake Uta Utaikirenai kara Uta Utawanu!? |
| 2011 | "Koibumi (Love Letter)" (恋文〜ラブレター〜)                                |                                                                          | 7                            | 3                        | 2                    | 29,000        | Utautai ga Uta Utai ni Kite Uta Utae to Iu ga Utautai ga Uta Utau dake Utaikire ba Uta Utau keredomo Utautai dake Uta Utaikirenai kara Uta Utawanu!? |
| 2012 | "Misenai Namida wa, Kitto Itsuka" (ミセナイナマダハ、きっといつか)          |                                                                          | 6                            | 4                        | 1                    | 40,000        | Utautai ga Uta Utai ni Kite Uta Utae to Iu ga Utautai ga Uta Utau dake Utaikire ba Uta Utau keredomo Utautai dake Uta Utaikirenai kara Uta Utawanu!? |
| 2012 | "Orange" (オレンジ)                                                         |                                                                          | 8                            | 4                        | 1                    | 18.000        | Utautai ga Uta Utai ni Kite Uta Utae to Iu ga Utautai ga Uta Utau dake Utaikire ba Uta Utau keredomo Utautai dake Uta Utaikirenai kara Uta Utawanu!? |
| 2012 | "Oh!!!! Meiwaku!!!!" (OH!!!! 迷惑!!!!)                                      |                                                                          | 13                           | 17                       | 15                   | 8.000         | Utautai ga Uta Utai ni Kite Uta Utae to Iu ga Utautai ga Uta Utau dake Utaikire ba Uta Utau keredomo Utautai dake Uta Utaikirenai kara Uta Utawanu!? |
| 2012 | "Yuki no Ne" (雪の音, Sound of Snow)                                        | Data de Lançamento: 4 de Dezembro de 2012                                | 6                            | 4                        | —                    | TBA           | Iine!(´・ω・｀)☆ |
| 2013 | "Sakura color" (桜color)                                                    | Data de Lançamento: 27 de Fevereiro de 2013                              | 7                            | 7                        | —                    | TBA           | Iine!(´・ω・｀)☆ |
| 2013 | "Icarus" (イカロス)                                                         | Data de Lançamento: 17 de Abril de 2013                                  | 8                            | 9                        | —                    | TBA           | Iine!(´・ω・｀)☆ |
| 2013 | "HEROES"                                                                    | Data de Lançamento: 15 de Maio de 2013                                   | 12                           | 19                       | —                    | TBA           | Iine!(´・ω・｀)☆ |
| 2013 | "Itoshikimi e" (愛し君へ)                                                   | Data de Lançamento: 21 de Agosto de 2013                                 | 14                           | 12                       | —                    | TBA           | Imakara Oyayubi ga Kieru Tejina Shimasu. |
| 2013 | "Bokura no Monogatari" (僕らの物語)                                         | Data de Lançamento: 27 de Novembro de 2013                               | 16                           | 6                        | —                    | TBA           | Imakara Oyayubi ga Kieru Tejina Shimasu. |
| 2014 | "Aisubeki Asu, Isshun to Isshouwo" (愛すべき明日、一瞬と一生を)             | Data de Lançamento: 19 de Março de 2014                                  | 8                            | 10                       | —                    | TBA           | Imakara Oyayubi ga Kieru Tejina Shimasu. |
| 2015 | "SAKAMOTO"                                                                  | Data de Lançamento: 19 de Agosto de 2015                                 | 35                           | 57                       | —                    | TBA           | En |
| 2016 | "Yume" (夢)                                                                 | Data de Lançamento: 24 de Fevereiro de 2016                              | 22                           | 19                       | —                    | TBA           | En |
| 2016 | "Hajimari no Uta" (始まりの唄)                                              | Data de Lançamento: 30 de Março de 2016                                  | 27                           | 23                       | —                    | TBA           | En |
| 2016 | "beautiful days"                                                            | Data de Lançamento: 27 de Julho de 2016                                  | 43                           | 23                       | —                    | TBA           | En |
| 2016 | "Akatsuki no Kimi ni" (暁の君に)                                            | Data de Lançamento: 7 de Dezembro de 2016                                | 36                           | 45                       | —                    | TBA           | ALL SINGLeeeeS 〜& New Beginning〜 |
| 2017 | "Te to Te to Ten to Ten with whiteeeen" (テトテとテントテン with whiteeeen) | Colaboração com o grupo whiteeeen Data de Lançamento: 24 de Maio de 2017 | 25                           | 31                       | —                    | TBA           | — |
| 2018 | "Hello Kagerou" (ハロー カゲロウ)                                           | Data de Lançamento: 7 de Fevereiro de 2018                               | 14                           | 5                        | —                    | TBA           | Ure D |
| 2018 | "Okuru Kotoba" (贈る言葉)                                                   | Data de Lançamento: 31 de Dezembro de 2018                               | 18                           | 17                       | —                    | TBA           | TBA |
| * Posição no Chaku-uta mensal Reco-kyō Chart. †Japan Hot 100 início em Fevereiro de 2008, RIAJ Digital Track Chart início em Abril de 2009. |                                                                             |                                                                          |                              |                          |                      |               | |

### Single colaborativo
| Informações | Cópias vendidas |
| --- | --------------- |
| Ashiato (足跡) - Lançado em: 1 de outubro de 2008 - Formato: CD - Colaboração com o Grupo Back-on como BAReeeeeeeeeeN - Posição no Oricon Top 200: #2 | 35.172          |
| Good Lucky!!!!! - Lançado em: 2 de março de 2011 - Formato: CD - Colaboração com Becky como Goocky (グッキー, Gukkī). - Posição no Oricon: #12        | 15,596          |